# Cyclisme aux Jeux des îles de l'océan Indien 2011
Navigation
2007 2015
Les compétitions de cyclisme aux Jeux des îles de l'océan Indien 2011 se sont déroulées du 7 au 14 août 2011 à Victoria (Seychelles). 

## Calendrier
| Cyclisme | Cyclisme |  | 1 |  |  | 1 |  |  |  | 1 |

|  | Jour de compétition |  | Jour de finale | 4 | Nombre de finales |

## Podiums
Trois titres sont disputés à l'occasion de ces jeux.
| Épreuves                     | Or                                                                   | Argent                    | Bronze                    |
| ---------------------------- | -------------------------------------------------------------------- | ------------------------- | ------------------------- |
| Course en ligne              | Stéphane Lucile La Réunion                                           | Oliver Boyer La Réunion   | Hedson Mathieu Seychelles |
| Contre-la-montre individuel  | Yannick Lincoln Maurice                                              | Sébastien Elma La Réunion | Hedson Mathieu Seychelles |
| Contre-la-montre par équipes | Maurice Yannick Lincoln Yolain Calypso Mike Chong Chin Pascal Ladaub | La Réunion                | Seychelles                |

## Tableau des médailles
| Rang | Nation     | Or | Argent | Bronze | Total |
| ---- | ---------- | -- | ------ | ------ | ----- |
| 1    | Maurice    | 2  | 0      | 0      | 2     |
| 2    | La Réunion | 1  | 3      | 0      | 4     |
| 3    | Seychelles | 0  | 0      | 3      | 3     |